# Cirsonella paradoxa
Cirsonella paradoxa är en snäckart som beskrevs av Powell 1937. Cirsonella paradoxa ingår i släktet Cirsonella och familjen Skeneidae. Inga underarter finns listade i Catalogue of Life.